# سایریل الگود
سایریل لوید الگود (به انگلیسی: CYRIL LLOYD ELGOOD) (متولد ۱۸۹۳ - درگذشت ۱۹۷۰ میلادی) یک مورخ و پزشکِ بریتانیایی در ایران بود. پس از پذیرفته‌شدن در دانشگاه آکسفورد داوطلبانه به خدمت وظیفه رفت و مأمور عالی‌رتبه در ارتش بریتانیا شد. سپس در سال ۱۹۱۴ به هند فرستاده شد. او به سال ۱۹۱۸ به ارتش هندوستان پیوست ولی در ۱۹۱۹ اعتبارنامهٔ او باطل گشت. پس از آن دانشجوی پزشکی شد و از بیمارستان سنت بارتولومه در لندن اعتبارنامه گرفت. از ۱۹۲۵ تا ۱۹۳۱، پزشک سفارت بریتانیا در تهران بود. او در مذاکره برای انتقال مراکز قرنطینه در بندرهای جنوبِ غربِ ایران مذاکره کرد و پزشکِ افتخاری شاه گشت.
کتاب تاریخ پزشکی ایران نوشته سیریل الگود، از جمله منابعی است که بخشی از آن گزارشی از شیوع بیمارهای همه‌گیر در شهرها و روستاهای ایران و نحوه مواجه پادشاهان قاجار با این بیماری‌هاست. این کتاب از شیوع گسترده بیماری وبا در سال ۱۸۴۶ میلادی، (۱۲۲۴ شمسی) در تهران گزارش داده و نوشته محمد شاه قاجار پس از شنیدن این خبر با «دستپاچگی زیاد، خود و تمام اعضای خانواده و حرمسرایش را به دهکده‌ای در ۵۰ کیلومتری تهران برد.» براساس اطلاعات موجود، این بیماری در آن‌زمان منجر به مرگ ۱۲ هزار نفر در تهران شد که معادل حدود یک‌سوم جمعیت تهران در فصل تابستان بود.